# 成人練習生
《成人練習生》（韓語：어른연습생，英語：Adult Trainee）是一部由TVING製作的韓國網路劇，由《頂級巨星柳白》的導演劉鶴贊和《一起吃飯吧》的導演鄭炯健共同執導，柳義賢、曹薇娟、趙宥晶、厲雲、權英恩、金敏基主演，講述關於成長的Z世代粉色喜劇，共分為三個不同的故事，於2021年11月12日在TVING平台播出

## 劇情簡介
EP.1-2　載民篇
因沉迷在家看A片的徐宰民(柳義賢飾)而導致上課常常沒精神。這天，她迷上了方藝京（曹薇娟飾）並如願成為同桌同學，某天他聽到方藝京和其他人討論有人在學校自慰的事情並且說無法控制自己是自卑和禽獸的表現，宰民聽到後下定決心禁慾100天，完成後向方藝京告白。
EP.3-5　宥拉篇
宥拉（趙宥晶飾）是一個渴望成為「女神」的女孩，但實際上她天真、脆弱。因為過於「保守」而被男友分手並和自己的閨密交往。為了挽回面子，她說服金南浩（厲雲飾）假裝與她交往。起初她認為自己對南浩沒有意思，但出乎意料的是，她似乎開始被南浩放蕩不羈的個性吸引。
EP.6-7　娜恩篇
關於尋找神秘的 J 的故事，J出現在從未受到任何人關注的棉花糖女孩娜恩（權英恩飾）面前，因此她決定尋找 J 的身份。

## 演員陣容

### 主要演員
| 演員   | 角色   | 介紹                                                       |
| 柳義賢 | 徐宰民 | 沉迷看A片和自慰，喜歡上方藝京後決心禁慰                    |
| 曹薇娟 | 方藝京 | 班上的顏質和氣質擔當，和徐宰民互有好感，決定上大學後再交往 |
| 趙宥晶 | 宥拉   | 保守的女孩，與金南浩假交往後喜歡上他並交往                 |
| 厲雲   | 金南浩 | 與宥拉是鄰居，一直偷偷喜歡著宥拉                           |
| 權英恩 | 娜恩   | 體態豐腴的女孩，想要減肥但常常破功                         |
| 金敏基 | 崔康俊 | 偶像練習生，非常受學校女生歡迎                             |

### 其他演員
| 演員   | 角色       | 介紹                                                   |
| 姜怡碩 | 金成宰     |                                                        |
| 李康智 |            |                                                        |
| 安珍鉉 | 美京       |                                                        |
| 李智英 |            | 數學老師                                               |
| 成宥娜 | 鄭夏恩     |                                                        |
| 李贊炯 | 宋宜俊     | 宥拉的前男友                                           |
| 張星允 | 慧彬       |                                                        |
| 朴世賢 | 姜多賢     | 宥拉的閨密，後來與宋宜俊交往                           |
| 曹成俊 | 陳范       | 覺得娜恩得手非常漂亮而做出奇怪的舉動，導致娜恩被他嚇跑 |
| 吳世恩 |            | 娜恩的閨蜜                                             |
| 閔英   |            |                                                        |
| 宋彩允 | 姜高銀     |                                                        |
| 李善熙 | 娜恩的媽媽 |                                                        |
| 姜初媛 |            |                                                        |
| 鄭妍心 |            |                                                        |
| 孫珠妍 |            |                                                        |
| 李尚恩 |            |                                                        |
| 崔光濟 | 慰老大     | Youtuber                                               |
| 金漢鐘 |            |                                                        |
| 崔教植 |            |                                                        |
| 朴珍秀 |            |                                                        |
| 徐英三 |            |                                                        |
| 李詩英 |            |                                                        |
| 李少勤 |            |                                                        |
| 金成龍 |            |                                                        |
| 李惠銀 |            |                                                        |
| 郭智瑜 |            |                                                        |

## 原聲帶
- Part.1（發行日期：2021年11月12日）

| 曲序 | 曲目         | 演唱   | 时长 |
| ---- | ------------ | ------ | ---- |
| 1.   | On the Floor | 현신영 | 3:02 |
| 2.   | Slowly       | Sarah  | 3:46 |

- Part.2（發行日期：2021年11月21日）

| 曲序 | 曲目                   | 演唱   | 时长 |
| ---- | ---------------------- | ------ | ---- |
| 1.   | Imagine Love           | 曹薇娟 | 3:08 |
| 2.   | Imagine Love （Inst.） |        | 2:43 |

- Part.3（發行日期：2021年11月26日）

| 曲序 | 曲目      | 演唱 | 时长 |
| ---- | --------- | ---- | ---- |
| 1.   | All Again | Jade | 3:59 |
| 2.   | dumby     | 수인 | 2:42 |

- Part.4（發行日期：2021年12月05日）

| 曲序 | 曲目           |
| ---- | -------------- |
| 1.   | 成人實習生 OST |

## 外部連結
- namuwiki上的成人練習生
- IMDB上的成人練習生